# Alicia Boucher
Alicia Boucher, née en 1985, est une trampoliniste namibienne.

## Carrière
Alicia Boucher est médaillée de bronze en trampoline individuel aux Championnats d'Afrique 2002 à Alger.
Aux Championnats d'Afrique 2004 à Thiès, elle remporte la médaille d'or en trampoline individuel.
Elle obtient aux Championnats d'Afrique 2006 au Cap la médaille d'or en trampoline individuel et la médaille d'or en trampoline synchronisé avec Jeanine Joosten.